# Ciemnik
Ciemnik [ˈt͡ɕemnik] (tiếng Đức:Temnick) là một ngôi làng thuộc khu hành chính của Gmina Ińsko, thuộc hạt Stargard, West Pomeranian Voivodeship, ở phía tây bắc Ba Lan. Nó nằm khoảng 5 kilômét (3 mi)   phía nam Ińsko, 37 km (23 mi) về phía đông của Stargard và 66 km (41 mi) về phía đông của thủ đô khu vực Szczecin.
Trước năm 1945, khu vực này là một phần của Đức và tên của ngôi làng là Temnick. Ban đầu Temnick từng là một người đáng kính của gia đình quý tộc Đức von Delitz. Bất động sản được bán vào năm 1789 bởi Berend Ludwig von Delitz . Sau Thế chiến II, người dân bản địa Đức bị trục xuất và thay thế bằng người Ba Lan.
Đối với lịch sử của khu vực, xem Lịch sử của Pomerania.
Ngôi làng có dân số là 159 người.